# Понеделин, Павел Григорьевич
Па́вел Григо́рьевич Понеде́лин (4 марта 1893 — 25 августа 1950) — советский военачальник, командующий 12-й армией (11 марта — 10 августа 1941), генерал-майор (1940). Один из советских генералов, попавших в плен к немцам. По возвращении в СССР расстрелян 25 августа 1950 года. Реабилитирован посмертно в 1956 году.

## Биография
Родился 4 марта 1893 года в крестьянской семье Юрьевецкого уезда Костромской губернии. Окончил сельскую школу и в 1912 году — учительскую семинарию. С 1912 года работал учителем.
С 1914 года служил в Русской императорской армии. В 1915 году окончил 4-ю Московскую школу прапорщиков. Воевал в Первую мировую войну в пехотном полку на Западном фронте. Был младшим офицером роты, командиром роты и командиром батальона.
В Красной Армии с 1918 года. В Гражданскую войну участвовал в боях на Восточном, Южном и Западном фронтах против армий А. В. Колчака, А. И. Деникина, повстанческих войск Махно. В 1919 году командовал 56-м стрелковым полком 7-й стрелковой дивизии, в 1920 году временно исполнял должность командира 19-й стрелковой бригады в этой дивизии. Был ранен и контужен. Награждён двумя орденами Красного Знамени за бои на Польском фронте.
После войны остался на военной службе. С августа 1921 года — командир учебно-кадровой бригады 7-й стрелковой дивизии, с апреля 1922 — командир 20-й стрелковой бригады 1-й стрелковой дивизии, с июня 1922 — командир 20-го стрелкового полка вновь в 7-й стрелковой дивизии. С июля 1922 года — начальник Черниговского губернского участка. С марта 1923 по 1924 год — командир 20-го стрелкового полка 7-й стрелковой дивизии, затем его направили учиться в академию.
В 1926 году окончил Военную академию РККА им. М. В. Фрунзе. С июля 1926 года — начальник штаба 31-й Сталинградской стрелковой дивизии. Но в октябре 1927 года вернулся в академию на должность преподавателя тактики, в октябре этого года зачислен в адъюнктуру. В 1930 году стал начальником учебного отдела вечерней так называемой «Военной академии при ЦДКА имени М. В. Фрунзе». С января 1931 года — преподаватель тактики Военной академии РККА имени М. В. Фрунзе. В феврале 1934 года назначен преподавателем в Военную академию механизации и моторизации РККА имени тов. Сталина. Но уже в марте 1934 года назначен военкомом Ленинградской пехотной школы имени Склянского.
В 1935 году отчислен в резерв РККА с откомандированием на гражданскую службу и был назначен председателем Ленинградской областной организации «Осоавиахима». При введении в Красной Армии персональных воинских званий ему присвоено воинское звание комбрига (31.05.1936).
В 1937—1938 годах был арестован, около года провёл в тюрьме под следствием. Освобождён, получив строгий выговор по партийной линии «за притупление партийной бдительности».
С 1938 года по 15 декабря 1939 года — начальник штаба 1-го стрелкового корпуса. В этой же должности участвовал в советско-финской войне 1939—1940 годов. В самом начале войны потерпела поражение 139-я стрелковая дивизия, из-за чего 15 декабря 1939 года комбриг Понеделин был переведён на должность её командира и командовал дивизией до конца войны и после её завершения, когда она вернулась в состав Ленинградского военного округа. Генерал-майор (1940).
В июле 1940 года был назначен на должность начальника штаба Ленинградского военного округа. С марта 1941 года командовал 12-й армией Киевского Особого военного округа.

### Великая Отечественная война
Участвовал в боях с первого дня войны, руководя действиями 12-й армии. В течение июня и июля 1941 года 12-я армия отступала на юго-восток. Попал в окружение возле села Подвысокое в ходе битвы под Уманью. 7 августа 1941 года при попытке выхода из окружения генерал-майор П. Г. Понеделин вместе с командиром корпуса генерал-майором Н. К. Кирилловым попал в плен. Немцы использовали факт пленения в пропагандистских целях. Генералов П. Г. Понеделина и Н. К. Кириллова сфотографировали рядом с немецкими офицерами, и листовки с этими фотографиями разбрасывали в расположении частей РККА.
 16 августа 1941 года был подписан приказ Ставки Верховного Главнокомандования Красной Армии № 270 «Об ответственности военнослужащих за сдачу в плен и оставление врагу оружия», в котором командующий 28-й армией генерал-лейтенант В. Я. Качалов, командующий 12-й армией генерал-майор Понеделин и командир 13-го стрелкового корпуса генерал-майор Н. К. Кириллов названы трусами, дезертирующими к врагу и сдающимися ему в плен. Заочным приговором Военной коллегии Верховного Суда от 13 октября 1941 года приговорён по ст. 58-й «б» УК РСФСР к расстрелу. С августа 1941 года по 29 апреля 1945 года находился в немецком плену. Его жена Нина Михайловна и его отец Григорий Васильевич были арестованы как «члены семьи изменника Родины» и постановлением Особого совещания при НКВД СССР от 12 октября 1941 года приговорены к 5 годам исправительно-трудового лагеря каждый. Указом Президиума Верховного Совета СССР от 15 мая 1943 года был лишён государственных наград.

### После Великой Отечественной войны
29 апреля 1945 года был освобождён американскими войсками. 3 мая 1945 года передан советским представителям. 26 мая с группой других освобождённых генералов доставлен самолётом из Парижа в Москву. После проведения проверки был арестован 30 декабря 1945 года и заключён в Лефортовскую тюрьму. Обвинялся в том, что, «являясь командующим 12-й армией и попав в окружение войск противника, не проявил необходимой настойчивости и воли к победе, поддался панике и 7 августа 1941 года, нарушив военную присягу, изменил Родине, без сопротивления сдался в плен немцам и на допросах сообщил им сведения о составе 12-й и 6-й армий». Кроме того, в вину ему было поставлено ведение в плену дневника, где содержались критические высказывания в отношении колхозов, репрессий 1937—1938 годов, «пораженческие настроения» и «резкий выпад против товарища И. В. Сталина». Виновным в сотрудничестве с немцами себя не признал. В начале 1950 года написал письмо И. В. Сталину с просьбой пересмотреть дело. После этого заочный приговор в отношении них 2 августа 1950 года Военной Коллегией Верховного Суда СССР был отменён, а дело возвращено на доследование. 25 августа 1950 года Военной коллегией Верховного Суда СССР приговорён к расстрелу за измену Родине с исполнением приговора немедленно.
Реабилитирован посмертно после отмены приговора 13 марта 1956 года. Прах расстрелянного генерала Понеделина покоится в общей могиле № 2 на Новом Донском кладбище в Москве. Указом Президиума Верховного Совета СССР от 11 июля 1967 года восстановлен в правах на государственные награды.

## Награды
- Орден Ленина (26.01.1940)
- Два ордена Красного Знамени (26.01.1922, 24.10.1923)[9][10]
- Медаль «XX лет Рабоче-Крестьянской Красной Армии» (22.02.1938)